# Gesellschaftspolitik
Mit Gesellschaftspolitik werden alle politischen Maßnahmen bezeichnet, welche der Formung und Beeinflussung einer menschlichen Gesellschaft dienen. Dabei kann es sich einerseits um die Formung staatsbürgerlicher Grundeinstellungen mit den Mitteln der Bildungspolitik handeln oder andererseits um konkrete politische Einzelmaßnahmen, welche in der Regel die Beseitigung von Diskriminierungen gesellschaftlicher Einzelgruppen zum Ziel haben. Bekannteste diesbezügliche Beispiele sind die Herbeiführung der Gleichstellung der Frau und die Abschaffung des Rassismus, neuere Beispiele betreffen etwa die Bereiche der Gleichstellung von Menschen mit Beeinträchtigung, der Homosexuellen oder der Entkriminalisierung von Betäubungsmittel-Konsum (Drogenpolitik). Ein aktuelles Feld der Gesellschaftspolitik ist auch die Gewaltprävention.

## Begriff
Es ist umstritten, ob Gesellschaftspolitik synonym zur Sozialpolitik zu verwenden ist oder ob Sozialpolitik einen Teilbereich der Gesellschaftspolitik darstellt. Teils wird Sozialpolitik als derjenige Teil der Gesellschaftspolitik aufgefasst, der auf sozial schwache Gruppen in der Gesellschaft ausgerichtet ist. Andere rechnen direkte und indirekte Sozialleistungen zur Sozialpolitik, darüber hinausgehende nicht-monetäre Leistungen der sozialen Infrastruktur zur Gesellschaftspolitik.